# Scotolemon reclinatus
Scotolemon reclinatus is een hooiwagen uit de familie Phalangodidae.